# 黒執事 キャラクターソング
『黒執事 キャラクターソング』（くろしつじ キャラクターソング）は、2008年に放送されたテレビアニメ『黒執事』と2010年に放送されたテレビアニメ『黒執事II』のキャラクターソングシングル。2008年12月24日に『黒執事』から1枚、2010年8月25日から10月27日までに『黒執事II』から10枚、計11枚が、ソニー・ミュージックディストリビューションからリリースされた。
初回封入特典は、特製ステッカー。

## 黒執事 キャラクターソング

### その執事、歌唱
1. 貴方の声が色褪せようとも、盟約の歌がその胸に届きますように。 [4:28]
作詞：菊地はな、作曲・編曲：岡部啓一
2. 月の雨 [5:13]
作詞：菊地はな、作曲・編曲：岡部啓一
3. 貴方の声が色褪せようとも、盟約の歌がその胸に届きますように。（オリジナル・カラオケ）
4. 月の雨（オリジナル・カラオケ）

## 黒執事II キャラクターソング

### 黒執事、熱唱
1. You will rule the world [4:52]
作詞：岡田麿里、作曲・編曲：石濱翔
2. ある執事の日常 [4:55]
作詞：岡田麿里、作曲・編曲：高田龍一
3. You will rule the world（オリジナル・カラオケ）
4. ある執事の日常（オリジナル・カラオケ）

### 駄庭師、楽唱
1. 完全無欠超絶技巧庭師 [3:32]
作詞：菊地はな、作曲・編曲：帆足圭吾
2. 未来の想い出 [4:52]
作詞：菊地はな、作曲・編曲：帆足圭吾
3. 完全無欠超絶技巧庭師（オリジナル・カラオケ）
4. 未来の想い出（オリジナル・カラオケ）

### 赤執事、紅唱
1. 深紅 [3:42]
作詞：uRy、作曲・編曲：石濱翔
2. Kill★in the Heaven [3:46]
作詞：uRy、作曲・編曲：石濱翔
3. 深紅（オリジナル・カラオケ）
4. Kill★in the Heaven（オリジナル・カラオケ）

### 堅死神、独唱
1. 死神の勤怠管理 [4:26]
作詞：菊地はな、作曲・編曲：田中秀和
2. 戒律の奴隷 [4:54]
作詞：菊地はな、作曲・編曲：田中秀和
3. 死神の勤怠管理（オリジナル・カラオケ）
4. 戒律の奴隷（オリジナル・カラオケ）

### 放蕩人、朗唱
1. 上富夢（SHAMPOO DREAM） [4:03]
作詞：uRy、作曲・編曲：永谷喬夫
2. Addictive World [4:18]
作詞：uRy、作曲・編曲：永谷喬夫
3. 上富夢（SHAMPOO DREAM）（オリジナル・カラオケ）
4. Addictive World（オリジナル・カラオケ）

### 葬儀屋、笑唱
1. 大葬戯曲 [3:09]
作詞：谷本貴義、作曲・編曲：高田龍一
2. ようこそ葬儀屋へ [4:40]
作詞：谷本貴義、作曲・編曲：帆足圭吾
3. 大葬戯曲（オリジナル・カラオケ）
4. ようこそ葬儀屋へ（オリジナル・カラオケ）

### 黄執事、低唱
1. 神の右手のテーマ～チキンカリー篇～ [4:38]
作詞：ヤスカワショウゴ、作曲・編曲：田中秀和
2. 二人のハーモニー Agni side [4:58]
作詞：ヤスカワショウゴ、作曲・編曲：田中秀和
3. 神の右手のテーマ～チキンカリー篇～（オリジナル・カラオケ）
4. 二人のハーモニー Agni side（オリジナル・カラオケ）

### 王子様、高唱
1. 王子の品格 [4:44]
作詞：オノダヒロユキ、作曲・編曲：永谷喬夫
2. 二人のハーモニー Soma side [4:59]
作詞：オノダヒロユキ、作曲・編曲：永谷喬夫
3. 王子の品格（オリジナル・カラオケ）
4. 二人のハーモニー Soma side（オリジナル・カラオケ）

### 堕子爵、美唱
1. 背徳ワンダーランド [4:43]
作詞：熊剛、作曲：田中秀和、編曲：石濱翔
2. 人生には愛と奏でと、航海と [3:03]
作詞：uRy、作曲・編曲：高田龍一
3. 背徳ワンダーランド（オリジナル・カラオケ）
4. 人生には愛と奏でと、航海と（オリジナル・カラオケ）

### 新死神、軽唱
1. LIBERTY★PARTY [4:49]
作詞：オノダヒロユキ、作曲・編曲：石濱翔
2. 口説き文句じゃなくて [2:52]
作詞：オノダヒロユキ、作曲・編曲：石濱翔
3. LIBERTY★PARTY（オリジナル・カラオケ）
4. 口説き文句じゃなくて（オリジナル・カラオケ）